# 酸味乳

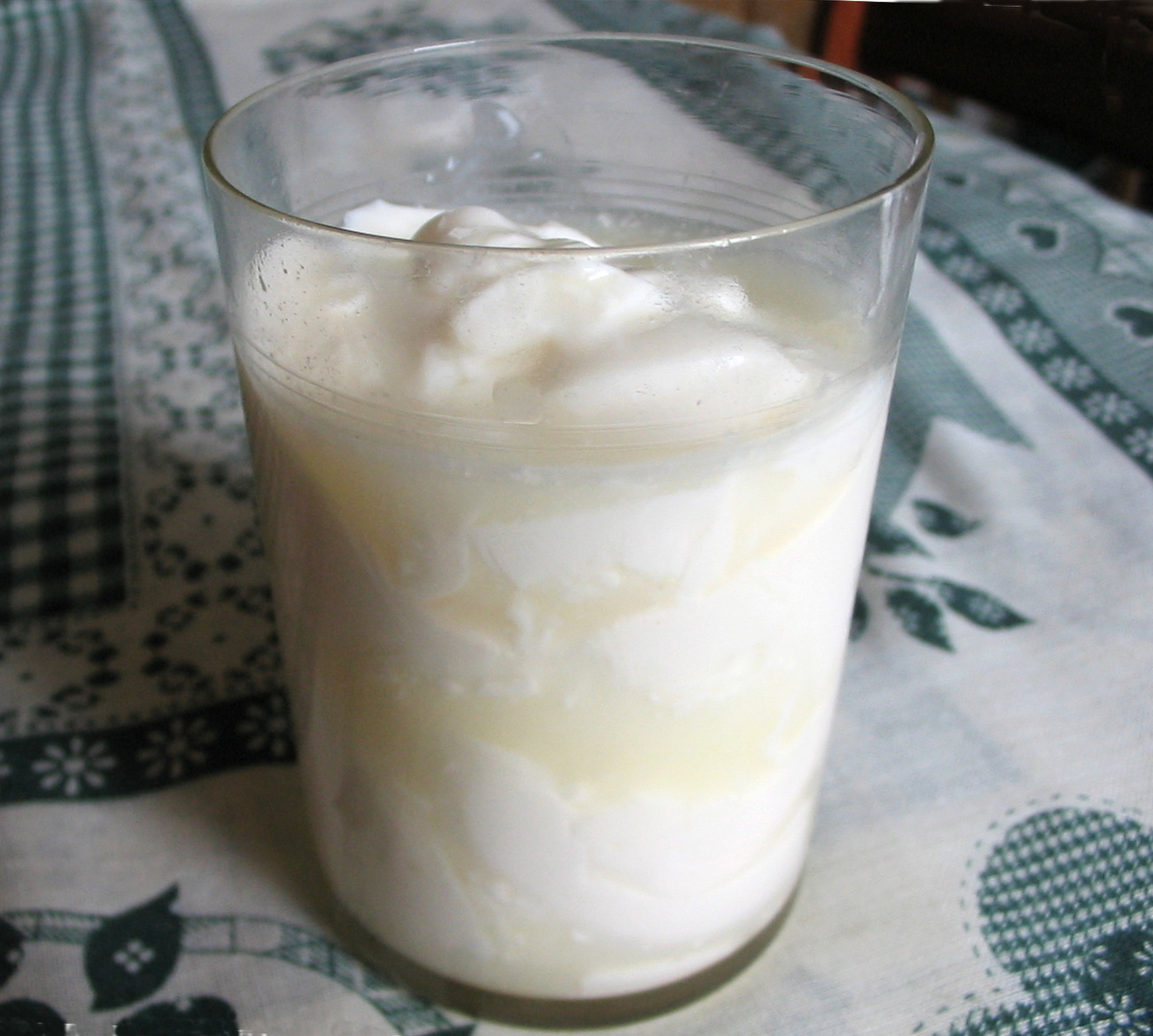
俄罗斯的传统发酵乳

酸味乳（英語：soured milk）是指通过微生物发酵或人工加酸（比如添加柠檬汁、醋等）而生产出来的酸味乳品饮料。发酵的酸味乳称为发酵乳（英語：fermented milk），加酸的酸味乳称为酸化乳（英語：acidified milk），二者的味道往往不同，这是因为通常在商业生产中添加的酸具有不同于乳酸的味道，并且还因为发酵可以引入新的味道。

## 发酵乳

西方常见的乳制品及生产流程。

由乳酸菌发酵而成的酸味乳更具体地称为“发酵乳”。传统上，酸乳就是新鲜的牛奶，把它放在温暖的地方（比如靠近火炉）发酵一天。在欧洲大部分地区，酸乳通常是自己在家制作或商店购买，它也是南部非洲班图人的传统食物。
现代的商业酸乳可能不同于自然发酵变酸的牛奶，可以通过添加凝乳酶来加速这一过程。国家标准GB19302-2010《食品安全国家标准发酵乳》中的“酸乳”定义是，以生牛（羊）乳或乳粉为原料，经杀菌、接种嗜热链球菌和保加利亚乳杆菌（德氏乳杆菌保加利亚亚种）发酵制成的产品。用酸乳可以制作奶渣或酸奶酪。
|          | 酸乳        | 酸奶       |
| -------- | ----------- | ---------- |
| 英语名   | Soured milk | Yogurt     |
| 发酵温度 | 22–28 °C    | 42–45 ℃    |
| 益生菌   | 乳酸乳球菌  | 嗜热链球菌 |

## 酸化乳
自20世纪70年代以来，一些生产商已经用化学酸化代替自然发酵。添加酸味而产生的酸味乳，无论是否添加乳酸菌，确切点应该称之为“酸化奶”。在美国，用于生产酸化奶的酸包括乙酸（常见于醋中）、己二酸、柠檬酸（常见于柠檬汁中）、延胡索酸、葡萄糖酸内酯、盐酸、乳酸、苹果酸、磷酸、琥珀酸和酒石酸。酸化可以抑制有害细菌的生长，提高产品的保质期。